# Парламентские выборы в Сан-Марино (1959)
Парламентские выборы в Сан-Марино проходили 13 сентября 1959 года.
Сан-Маринская христианско-демократическая партия осталась крупнейшей партией Генерального совета Сан-Марино, получив 27 из 60 мест, что позволило ей сформировать парламентское большинство с Сан-Маринской независимой демократической социалистической партией.

## Результаты
| Партия                                                            | Голоса | %    | Мест | +/- |
| ----------------------------------------------------------------- | ------ | ---- | ---- | --- |
| Сан-Маринская христианско-демократическая партия                  | 2 815  | 44,3 | 27   | ▲4  |
| Сан-Маринская коммунистическая партия                             | 1 653  | 26,0 | 16   | ▼3  |
| Сан-Маринская независимая демократическая социалистическая партия | 1 014  | 15,9 | 9    | ▲7  |
| Сан-Маринская социалистическая партия                             | 878    | 13,8 | 8    | ▼8  |
| Недействительных/пустых бюллетеней                                | 83     | -    | -    | -   |
| Всего                                                             | 6 443  | 100  | 60   | 0   |
| Зарегистрированных избирателей/ Явка                              | 7 514  | 85,7 | -    | -   |
| Источник: Nohlen & Stöver                                         |        |      |      |     |